# Yüksək dəstə 1998-1999
La Yüksək dəstə 1998-1999 è stata l'ottava edizione del massimo campionato di calcio azero, disputata tra il 15 agosto 1998 e il maggio 1999 e conclusa con la vittoria del FK Gäncä, al suo terzo titolo.
Capocannoniere del torneo fu Asay Bahramov (FK Vilash Masalli) con 24 reti.

## Formula
Le squadre partecipanti alla competizione furono 14 e disputarono un turno di andata e ritorno per un totale di 26 partite. Alla fine di questa prima fase i club vennero divisi in 3 gironi: le prime 6 classificate disputarono un girone di 10 partite per determinare la squadra campione, quelle giunte tra il settimo e il decimo posto un girone per stabilire unicamente il piazzamento finale e quelle giunte tra l'undicesimo e il quattordicesimo posto giocarono ulteriori incontri al termine dei quali le ultime due vennero retrocesse in Birinci Divizionu.
Il FC Sahdag Qusar si ritirò al termine della prima fase e venne retrocesso.
Diverse squadre cambiarono nome prima dell'inizio del torneo: il FK Sumgayit diventò Kimyachi Sumgayit, mentre la neopromossa Dalgich in Dalgich-GNKAR e durante la stagione in Neftegaz-GNKAR
Le squadre qualificate alle coppe europee furono quattro. La vincente si qualificò alla UEFA Champions League 1999-2000, la seconda e la vincitrice della coppa nazionale alla Coppa UEFA 1999-2000 e un'ulteriore squadra partecipò alla Coppa Intertoto 1999.

## Classifica prima fase
|  | Pos. | Squadra             | Pt | G  | V  | N | P  | GF | GS | DR  |
|  | ---- | ------------------- | -- | -- | -- | - | -- | -- | -- | --- |
|  | 1.   | FK Gäncä            | 58 | 26 | 18 | 4 | 4  | 77 | 17 | +60 |
|  | 2.   | FK Karabakh         | 54 | 26 | 17 | 3 | 6  | 45 | 21 | +24 |
|  | 3.   | Dinamo Baku         | 52 | 26 | 16 | 4 | 6  | 46 | 20 | +26 |
|  | 4.   | PFC Neftchi Baku    | 52 | 26 | 15 | 7 | 4  | 57 | 18 | +39 |
|  | 5.   | FK Shamkir          | 50 | 26 | 16 | 2 | 8  | 42 | 24 | +18 |
|  | 6.   | Baki Fahlasi        | 50 | 26 | 15 | 5 | 6  | 46 | 25 | +19 |
|  | 7.   | PFC Turan Tovuz     | 49 | 26 | 14 | 7 | 5  | 42 | 21 | +21 |
|  | 8.   | FK Vilash Masalli   | 46 | 26 | 14 | 4 | 8  | 39 | 25 | +6  |
|  | 9.   | Bakili Baku         | 28 | 26 | 7  | 7 | 12 | 18 | 33 | -15 |
|  | 10.  | OIK Baku            | 26 | 26 | 6  | 8 | 12 | 20 | 29 | -9  |
|  | 11.  | Kimyachi Sumgayit   | 16 | 26 | 5  | 1 | 20 | 20 | 70 | -50 |
|  | 12.  | Shafa Baku          | 14 | 26 | 3  | 5 | 18 | 24 | 54 | -30 |
|  | 13.  | FC Sahdag Qusar     | 10 | 26 | 2  | 4 | 20 | 20 | 86 | -66 |
|  | 14.  | Neftegaz-GNKAR Baku | 9  | 26 | 2  | 3 | 21 | 15 | 68 | -53 |

Legenda:

      Ammessa ai play-off
      Ammessa al girone piazzamento 7-10
      Ammessa ai play-out
Note:

Tre punti a vittoria, uno a pareggio, zero a sconfitta.

## Fase finale

### Play-off
|                        | Pos. | Squadra          | Pt | G  | V | N | P | GF | GS | DR  |
| ---------------------- | ---- | ---------------- | -- | -- | - | - | - | -- | -- | --- |
| Azerbaigian (bandiera) | 1.   | FK Gäncä         | 25 | 10 | 8 | 1 | 1 | 17 | 7  | +10 |
|                        | 2.   | FK Shamkir       | 16 | 10 | 5 | 1 | 4 | 10 | 10 | 0   |
|                        | 3.   | PFC Neftchi Baku | 15 | 10 | 4 | 3 | 3 | 11 | 7  | +4  |
|                        | 4.   | FK Karabakh      | 12 | 10 | 3 | 3 | 4 | 5  | 8  | -3  |
|                        | 5.   | ANS Pivani       | 9  | 10 | 2 | 3 | 5 | 5  | 8  | -3  |
|                        | 6.   | Dinamo Baku      | 7  | 10 | 2 | 1 | 7 | 6  | 14 | -8  |

### Posizioni 7-10
|  | Pos. | Squadra           | Pt | G | V | N | P | GF | GS | DR  |
|  | ---- | ----------------- | -- | - | - | - | - | -- | -- | --- |
|  | 7.   | PFC Turan Tovuz   | 14 | 6 | 4 | 2 | 0 | 17 | 6  | +11 |
|  | 8.   | FK Vilash Masalli | 9  | 6 | 2 | 3 | 1 | 16 | 12 | +4  |
|  | 9.   | SKA Baku          | 9  | 6 | 2 | 3 | 1 | 8  | 7  | +1  |
|  | 10.  | Bakili Baku       | 0  | 6 | 0 | 0 | 6 | 0  | 16 | -16 |

### Play-out
|  | Pos. | Squadra           | Pt | G | V | N | P | GF | GS | DR |
|  | ---- | ----------------- | -- | - | - | - | - | -- | -- | -- |
|  | 11.  | Shafa Baku        | 10 | 4 | 3 | 1 | 0 | 12 | 3  | +9 |
|  | 12.  | Kimyachi Sumgayit | 5  | 4 | 1 | 2 | 1 | 9  | 9  | 0  |
|  | 13.  | Neftegaz Baku     | 1  | 4 | 0 | 1 | 3 | 3  | 12 | -9 |

Legenda:

      Campione d'Azerbaigian
      Qualificata alla Coppa UEFA
      Qualificata alla Coppa Intertoto
      Retrocessa in Birinci Divizionu
Note:

Tre punti a vittoria, uno a pareggio, zero a sconfitta.

## Verdetti
- Campione: FK Gäncä
- Qualificata alla Champions League: FK Gäncä
- Qualificata alla Coppa UEFA: PFC Neftchi Baku, FK Shamkir
- Qualificata alla Coppa Intertoto: FK Karabakh
- Retrocessa in Birinci Divizionu: FC Sahdag Qusar, Neftegaz-GNKAR Baku

## Marcatori
| Gol |  |  | Giocatore      | Squadra           |
| --- |  |  | -------------- | ----------------- |
| 24  |  |  | Asay Bahramov  | FK Vilash Masalli |
| 18  |  |  | Vidadi Rzayev  | Gəncə             |
| 16  |  |  | Vadim Vasilyev | FK Baku           |